# شرى البرد
شرى البرد (بالإنجليزية: Cold urticaria أو cold hives)‏ هو اضطراب شرى أو انتبارات حمراء كبيرة تظهر على الجلد بعد التعرض لتحفيز البرد. عادة ما تتسبب الانتبارات بالحكة وعادة ما تظهر أعراض الحكة في اليدين والقدمين. يتنوع حجم الشرى من قطر 7 ملم إلى كبيرة بقطر 27 ملم أو حتى أكبر. يصنف المرض على أنه مرض مزمن عندما يستمر الشرى أكثر من 6 أسابيع. ويمكن أن يستمر مدى الحياة، على الرغم من إنه لا يمكن التنبؤ مبسار المرض في كثير من الأحيان. هذا المرض قد يكون موروثا كما في حالة شرى البرد العائلي أو قد يكون مكتسبا كما في حالة شرى البرد الأولي. غالبا ما يحدث النوع المكتسب في الفترة العمرية ما بين 18–25 سنة، كما أنه يمكن أن يحدث في سن مبكرة في بعض الأحيان، حيث سجلت حاليا الإصابة في عمر 5 سنوات.

## الأنواع
يمكن تقسيم شرى البرد إلى الأنواع التالية:
- شرى البرد الأولي
- شرى البرد الثانوي
- شرى البرد الانعكاسي
- شرى البرد العائلي